# Bussola (meccanica)

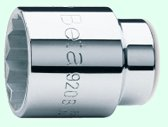
Bussola poligonale a doppio esagono con attacco quadro da 1/2 pollice

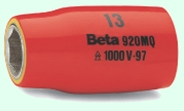
Bussola da 13 mm esagonale isolata con attacco quadro da 1/2 pollice

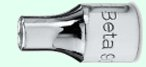
Bussola esagonale con attacco quadro da ¼ di pollice

Una bussola è un dispositivo meccanico di forma cilindrica di varie dimensioni costruita in acciaio.

## Descrizione
Presenta un'estremità a profilo esagonale o poligonale incassato e accoglie l'oggetto da ruotare, l'altra è ad innesto quadro femmina (di solito da 1 pollice, ¾", ½", ⅜", ¼") e accoglie l'apposito utensile che si userà per ruotarla. La coppia motrice può esercitarsi come risultante delle forze applicate sugli spigoli oppure sulle facce di dadi e bulloni a seconda della geometria costruttiva del profilo.
È preferibile esercitare la forza sulle facce anziché sugli spigoli per trasmettere maggior coppia e preservarli da precoce usura, il profilo sagomato per questo scopo è detto a full contact. La forma poligonale permette inserimenti più facili e talvolta angolati. Esistono modelli a profilo quadro e ottagonale per dadi quadri.
Alcune sono rivestite di materiale isolante per l'impiego nel settore elettrico.

## Utilizzo
Le bussole sono molto usate in meccanica. Sono dette metriche oppure anglosassoni a seconda che le loro misure siano espresse in unità metriche (di solito millimetri) oppure imperiali (di solito pollici). Si montano sia su cricchetti e chiavi dinamometriche sia su utensili motorizzati ad aria compressa sia su chiavi a T, con estensori prolunghe e snodi a giunto cardanico per operare in posizioni scomode o in luoghi angusti. Vari adattatori consentono di usarle su chiavi con attacco quadro di altre dimensioni.

## Le chiavi di manovra
L'utensile per manovrarle può essere:
- chiave fissa: somiglia alla chiave comune ma termina con attacco quadro maschio anziché con becco o anello
- chiave a T: lunga chiave di solito snodata che termina a un estremo con attacco quadro maschio o con bussola saldata, all'altro estremo con impugnatura a T. L'impugnatura è una barra di acciaio, di solito estraibile, che scorre in un occhiello. È molto usata per raggiungere dadi in posti angusti o all'interno di tubazioni
- chiave a cricchetto: ha un meccanismo reversibile che permette di esercitare forza in un verso e di girare a scatto libero nell'altro, così da ruotare con facilità la bussola senza toglierla dal dado e riposizionarla ad ogni giro
- chiave dinamometrica: simile al cricchetto ma permette di regolare la coppia di serraggio, è molto costosa
- chiave a manovella o a gomito: si tiene con ambo le mani e può essere ruotata molto velocemente, però è ingombrante e abbisogna di spazio per essere manovrata
- impugnatura a cacciavite: è in sostanza uguale a un giravite ma termina con attacco quadro maschio

## Tipologie

### Bussola di Crowfoot

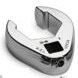
Bussola Crowfoot

Somiglia più a una chiave ad anello che a una bussola ma si manovra con gli stessi utensili. È quasi sempre azionata con interposta prolunga poiché nell'uso allineato non offrirebbe vantaggi rispetto alle chiavi tradizionali. La sua forma è semianulare a basso profilo oppure a esagono spezzato e può infilarsi negli spazi angusti dove una normale bussola non avrebbe agio. L'attacco quadro per l'utensile non è coassiale bensì laterale, ciò altera la lunghezza del braccio di leva e quindi la coppia di serraggio quando usata con la chiave dinamometrica.

### Bussola per filtro dell'olio

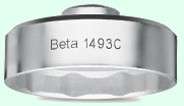
Bussola per filtro dell'olio

Anche detta chiave a scodella o chiave a tazza, è molto larga e ribassata e s'innesta sulla testa poligonale del filtro dell'olio usato nel motore con lubrificazione nel carter (esclusi i motori a carter pompa). È realizzata in varie forme e dimensioni per adattarsi alla vasta casistica dei filtri; essi hanno forma vagamente cilindrica la cui sommità è lavorata a profilo poligonale e può essere usata come zona di presa per ruotarli, tuttavia il loro involucro è in lamierato metallico leggero e possono distruggersi facilmente in caso di serraggio eccessivo. In questi casi la chiave a scodella diviene inutile e bisogna procedere con metodi più drastici.